# فیل شیزنال
فیل شیزنال (انگلیسی: Phil Chisnall؛ زادهٔ ۲۷ اکتبر ۱۹۴۲ – درگذشته ۴ مارس ۲۰۲۱) بازیکن فوتبال اهل بریتانیا بود.
از باشگاه‌هایی که در آن بازی کرده‌است می‌توان به باشگاه فوتبال منچستر یونایتد، باشگاه فوتبال استوک‌پورت کانتی، باشگاه فوتبال ساوتند یونایتد، باشگاه فوتبال لیورپول، و تیم ملی فوتبال زیر ۲۱ سال انگلستان اشاره کرد.
وی همچنین در تیم ملی فوتبال زیر ۲۳ سال انگلستان بازی کرده‌است.
شیزنال در ۴ مارس ۲۰۲۱ در سن ۷۸ سالگی درگذشت.

## اوایل زندگی
شیزنال در ۲۷ اکتبر ۱۹۴۲در منچستر متولد شد. او در دوران دبستان در تیم‌های فوتبال لانکاشایر و انگلستان بازی کرد. شیزنال به مرور جزو طرفداران منچستر یونایتد شد، در آوریل ۱۹۵۸، دو ماه پس از فاجعه هوایی مونیخ، با این باشگاه قرارداد امضا کرد. وی از ناحیه زانو دچار آسیب دیدگی شد که تقریباً زندگی حرفه ای وی را به خطر انداخت اما سرانجام بهبود یافت. پس از آن دوباره در نوامبر ۱۹۵۹حرفه ای شد.